# Color the Cover
Albums de Kumi Kōda
Japonesque
(2012)
Remix par Kumi Kōda
Beach Mix
(2012)
Color the Cover est le 2e album de reprise de Kumi Kōda, sorti sous le label Rhythm Zone le 27 février 2013 au Japon. Il sort au format CD, CD+DVD et CD+DVD+Photobooklet. Il atteint la 3e place du classement de l'Oricon. Il se vend à 33 993 exemplaires la première semaine et reste classé 9 semaines pour un total de 48 395 exemplaires vendus.

## Liste des titres
| 1.  | Pink Spider (ピンク スパイダー)                            | hide with Spread Beaver | 3:35 |
| 2.  | Shake Hip!                                                 | Kome Kome CLUB          | 3:46 |
| 3.  | Lovely (ラブリー) (original: Kenji Ozawa Kenji) (ラブリー) | Kenji Ozawa             | 5:52 |
| 4.  | Jounetsu (情热)                                            | UA                      | 3:40 |
| 5.  | One more time, One more chance                             | Masayoshi Yamazaki      | 5:38 |
| 6.  | Alone                                                      | Mayo Okamoto            | 5:07 |
| 7.  | Blue Velvet                                                | Shizuka Kudō            | 3:54 |
| 8.  | "Otoko" (「男」)                                           | Ruriko Kubō             | 3:46 |
| 9.  | Dou ni mo Tomaranai (どうにもとまらない)                   | Linda Yamamoto          | 2:26 |
| 10. | Koyoi no Tsuki no You ni (今宵の月のように)                | Elephant Kashimashi     | 4:38 |
| 11. | Uta wa Waga Inochi (歌は我が命)                            | Hibari Misora           | 4:35 |

| 1. | Pink Spider (ピンク スパイダー (Clip Vidéo ~Album Version~)                           |  |
| 2. | Lovely (ラブリー (Clip Vidéo)                                                         |  |
| 3. | Shake Hip! (Clip Vidéo)                                                               |  |
| 4. | Lovely (ラブリー (Making of)                                                          |  |
| 5. | Shake Hip! (Making of)                                                                |  |
| 6. | Hatsu no Documentary Eizou (初のドキュメンタリー映像 (CD+DVD+Photobooklet seulement)) |  |